# Lijst van burgemeesters van Purmerend
Dit is een lijst van burgemeesters van de Nederlandse gemeente Purmerend in de provincie Noord-Holland.
| Ambtsperiode                    | Naam burgemeester                            | Partij of stroming | Bijzonderheden |
| ------------------------------- | -------------------------------------------- | ------------------ | --- |
| vanaf 1789                      | Mr. J. van Goor Hinlopen                     |                    | |
| ??                              | ??                                           |                    | |
| 18?? - 18??                     | Jacob (J.) Wormer                            |                    | |
| 1832 - 1852                     | Simon Jacobsz. (S.) de Vries                 |                    | |
| 1852 - 1855                     | Mr.dr. Peter Marius (P.M.) Tutein Nolthenius | Conservatieven     | |
| 1855 - 1867                     | Mr. L.C.F. Gasinjet                          |                    | |
| 1867 - 1885                     | Mr. H.C. Hooft Hasselaer                     |                    | |
| 1885 - 1903                     | Jhr. Constantijn van Citters                 |                    | |
| 1903 - 1910                     | C.L.W. van IJsendijk                         |                    | |
| 1910 - 1919                     | F.C.A.H.L. Cavaljé                           |                    | |
| 1919 - 1923                     | Dirk (D.) Kooiman                            | VDB                | |
| 1923 - 1939                     | Hendrik (H.) Cramwinckel                     |                    | |
| 1939 - 1944                     | Pieter (P.) Kikkert                          |                    | |
| 1944 - 1945                     | Ir. Hendrik August van Baak                  | NSB                | Op 31 januari 1945 door het verzet geliquideerd                                                                                       |
| 1945 - 1973                     | Mr. Reinder (R.) Kooiman                     |                    | tot 1946 waarnemend |
| 1973 - 1988                     | Drs. Jan (J.A.C.) van Burg                   | PvdA               | was burgemeester van Oude Pekela |
| 1988 - 2002                     | Theun (T.) van Dam                           | PvdA               | |
| 2003 - 31 oktober 2008          | Leen (L.) Verbeek                            | PvdA               | Per 1 november 2009 benoemd tot commissaris van de Koningin in Flevoland                                                              |
| 10 november 2008 - 2009         | Fons (A.P.) Hertog                           | VVD                | Waarnemend |
| 1 juli 2009 - 21 september 2022 | Mr. Don (D.) Bijl                            | VVD/partijloos     | sinds januari 2019 partijloos, vanaf 1 januari 2022 Purmerend na samenvoeging van Purmerend en Beemster Vanaf 1 juni 2022 waarnemend. |
| 22 september 2022 - heden       | Ir. Ellen (E.) van Selm                      | D66                | [ 5 ] |